# Parmotrema poolii
Parmotrema poolii är en lavart som först beskrevs av C. W. Dodge, och fick sitt nu gällande namn av Krog & Swinscow. Parmotrema poolii ingår i släktet Parmotrema och familjen Parmeliaceae.   Inga underarter finns listade i Catalogue of Life.